# Parafia Najświętszego Serca Pana Jezusa w Sadach-Kolonii
Parafia Najświętszego Serca Pana Jezusa w Sadach-Kolonii – jedna z 11 parafii dekanatu drzewickiego diecezji radomskiej.

## Historia
Parafia została erygowana 15 października 1921 roku przez bp. Mariana Ryxa. Kościół pw. Najświętszego Serca Jezusowego, według projektu arch. Stefana Szyllera z Warszawy, zbudowany został w latach 1924–1926 staraniem ks. Leona Boczarskiego. Kościół konsekrował 27 maja 1933 roku bp Paweł Kubicki. Restaurację kościoła podjęto w 1978. Kościół jest w stylu neorenesansowym, trójnawowy, zbudowany z kamienia.

## Proboszczowie
- 1921–1945 – ks. Leon Boczarski
- 1945–1950 – ks. Zygmunt Krysiński
- 1950–1953 – ks. Józef Czuba
- 1953–1958 – ks. Piotr Wysocki
- 1958–1969 – ks. Stanisław Król
- 1969–1976 – ks. Czesław Tatar
- 1976–1990 – ks. Marian Karasiński
- 1990–1992 – ks. Marian Warzycki
- 1992–1999 – ks. kan. Władysław Korcz
- 2000–2005 – ks. kan. Kazimierz Kapusta
- 2005–2017 – ks. kan. Bogdan Nogaj
- od 2017 – ks. kan. Stanisław Malec

## Wikariusze
- 1 lutego 1941 – 22 sierpnia 1943 – ks. Jan Chryzostom Michałkowski (kandydat na ołtarze, zmarły tragicznie w obozie zagłady Mittelbau-Dora)

## Terytorium
- Do parafii należą: Bąków, Bąków-Kolonia, Przystałowice Duże, Przystałowice Duże-Kolonia, Przystałowice Małe, Rdzuchów, Rdzuchów-Kolonia, Sady, Sady-Kolonia.